# Hermann Martin Asmuss

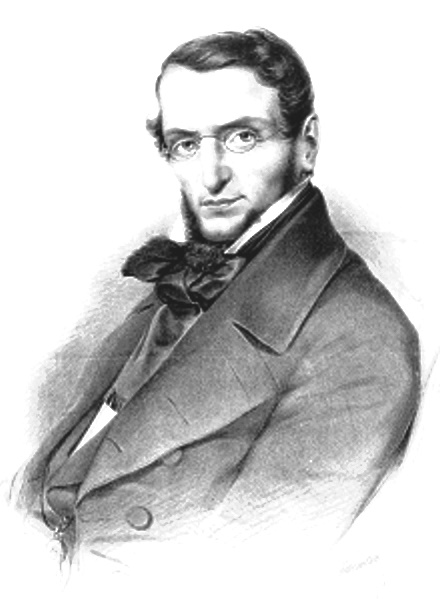
Hermann Martin Asmuss

Hermann Martin Asmuss, auch Hermann Martin Asmuß, (* 12. Mai 1812 in  Dorpat; † 6. Dezember 1859 ebenda) war ein deutsch-baltischer Zoologe (Entomologe) und Paläontologe.

## Leben
Asmuss war der Sohn des Lehrers und Schriftstellers Johann Martin Asmuss (1784–1844) aus Lübeck. Er besuchte in Dorpat das Gymnasium und studierte ab 1830 Naturwissenschaften an der Kaiserlichen Universität Dorpat. 1835 wurde er in Königsberg promoviert und war danach Privatdozent an der Universität Dorpat. 1839 wurde er dort Dozent und stellvertretender Direktor  des Zoologischen Kabinetts und nach Erwerb des Magister-Grads 1857 stellvertretender außerordentlicher Professor und ab 1858 ordentlicher Professor für Zoologie. Er trug den Titel Staatsrat.
Er war Experte für die Klassifikation der  Schnabelkerfen (Hemiptera). Als Paläontologe grub er in Aruküla-Höhlen im devonischen Sandstein nahe  Tartu (Dorpat) und sammelte Fischfossilien des Devon, die in den Besitz der Universität Dorpat und von dort in das Naturkundemuseum übergingen. Er war 1853 Gründungsmitglied der Naturforschenden Gesellschaft von Dorpat.
Die iranische Eidechse Uromastyx asmussi (von seinem Studenten Strauch 1863) wurde nach ihm benannt. 1849 nannte Raimund Pacht die fossile Conchostraken-Gattung Asmussia nach Asmuss.

## Mitgliedschaften
1839 wurde Asmuss von Félix Édouard Guérin-Méneville als Mitglied Nummer 165 der Société Cuvierienne vorgestellt.

## Schriften
- Das vollkommenste Hautskelett der bisher bekannten Thierreiche. An fossilen Fischen des alten roten Sandsteins aufgefunden und aus ihren Resten erläutert, 1856